# Malecón de Puerto Vallarta

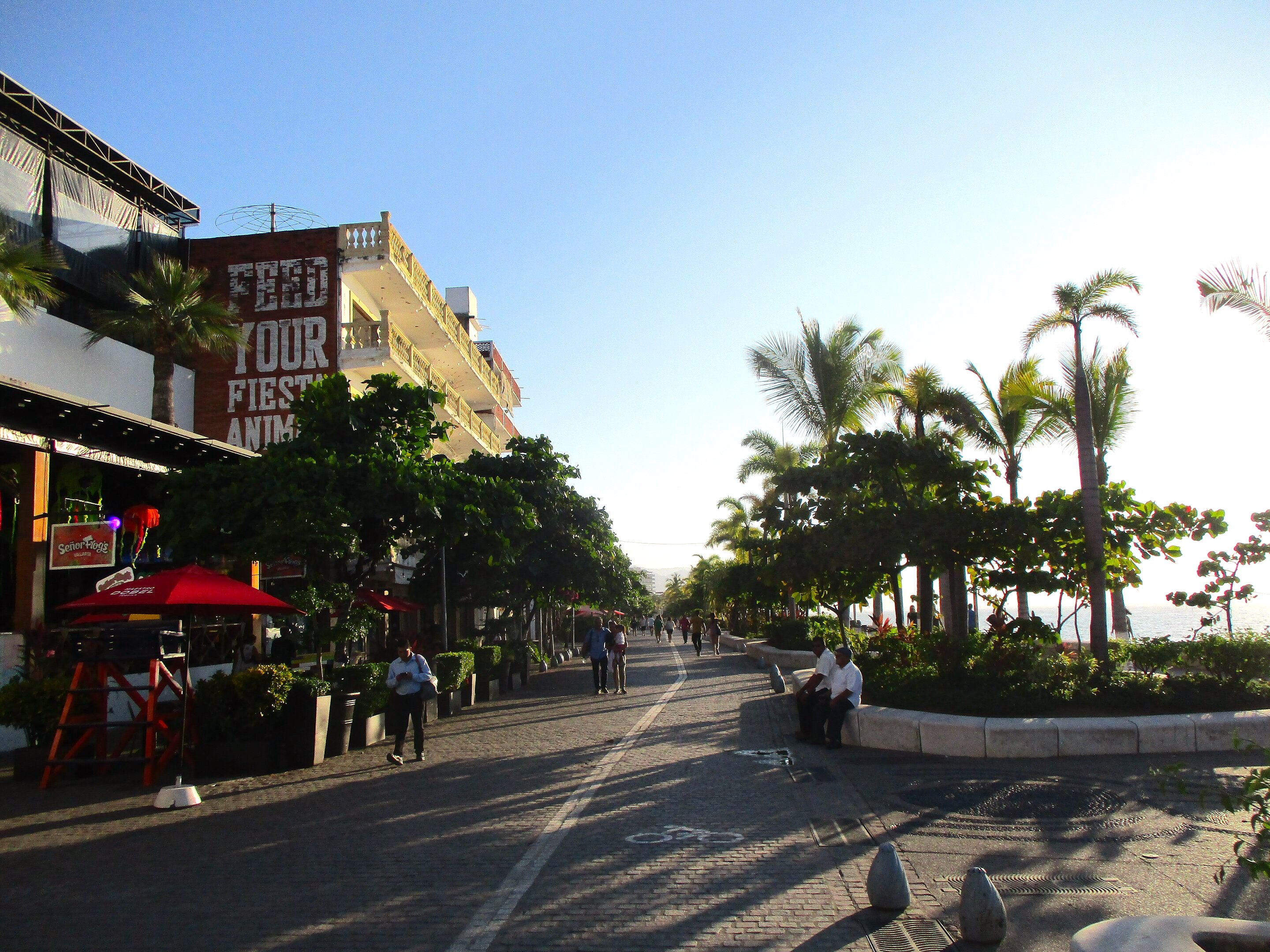
El Malecón en 2022

El Malecón de Puerto Vallarta es una explanada de 1,5 kilómetros de largo en Puerto Vallarta, en el estado mexicano de Jalisco.
Construido entre 1935 y 1936, fue ampliado entre 1940 y 1952. En 2002, el Malecón fue destruido por el huracán Kenna. Después de 9 años de reparaciones el Malecón fue reinaugurado con un paso peatonal más ancho.
En el Malecón se encuentran varios restaurantes, tiendas de ropa, joyerías y vendedores de artesanías. Entre las características del lugar están Los Arcos (un anfiteatro), el faro del Malecón y una colección de esculturas. Entre dichas esculturas están las siguientes:
| Imagen | Nombre                            | Información adicional |
| ------ | --------------------------------- | --- |
|        | El niño sobre el caballito de mar | También conocida como El Caballito, fue creada por Rafael Zamarripa en 1976. Es considerada un símbolo de la ciudad. |
|        | La Fuente de la Amistad           | Creada por James "Bud" Bottoms y Octavio González en 1987. |
|        | En busca de la razón              | Creada por Sergio Bustamante en 2000. |
|        | Millenium                         | Creada por Mathis Lidice en 2001, representa la historia y el paso del tiempo. |
|        | La Naturaleza Como Madre          | Creada por Adrián Reynoso, muestra una ola con características humanas en una concha espiral, simbolizando la evolución de la Tierra con la naturaleza como fuerza controladora. |
|        | La nostalgia                      | Creada en 1984 por Ramiz Barquet. |
|        | Origen y destino                  | Creada por Pedro Tello en 2011, representa los comienzos de la humanidad. El barco representa la búsqueda de la humanidad de nuevos horizontes; la quimera representa el surgimiento de las máquinas; la ballena muestra el surgimiento de la humanidad en el nuevo milenio; y el obelisco representa el trabajo de la humanidad a través del tiempo. |
|        | Tritón y Sirena                   | Creada por Carlos Espino en 1990, muestra a Tritón y una sirena. |